# Ferrari 458
Der Ferrari 458 ist ein Sportwagen des italienischen Herstellers Ferrari. Der 458 ist der Nachfolger des Ferrari F430 und wurde der Öffentlichkeit auf der IAA im September 2009 vorgestellt. Sein Nachfolger ist der Ferrari 488.

## Technik
Der vor der Hinterachse angeordnete Achtzylinder-V-Saugmotor arbeitet mit Direkteinspritzung.
Der Ferrari 458 wurde ausschließlich mit dem 7-Gang-Doppelkupplungsgetriebe 7DCL750 von Getrag angeboten, das auch im Mercedes-Benz SLS AMG verwendet wurde. Geschaltet werden kann im Automatikmodus oder alternativ manuell im Sportprogramm.
Es hat Trockensumpfschmierung und ist mit einem aktiven Sperrdifferenzial kombiniert. Mit Öl befüllt wiegt es 128 kg. Die Räder sind einzeln aufgehängt, vorne an Doppelquerlenkern, hinten gab es eine Mehrlenkerachse. Die elektronische Fahrdynamikregelung schließt ein Antiblockiersystem, die elektronische Steuerung der Sperrwirkung des Differentialgetriebes und die Antriebsschlupfregelung ein. Ausgeliefert wurde der Ferrari auf 20 Zoll großen Leichtmetallrädern mit Reifen im Format 235/35 an der Vorder- und 295/35 an der Hinterachse.

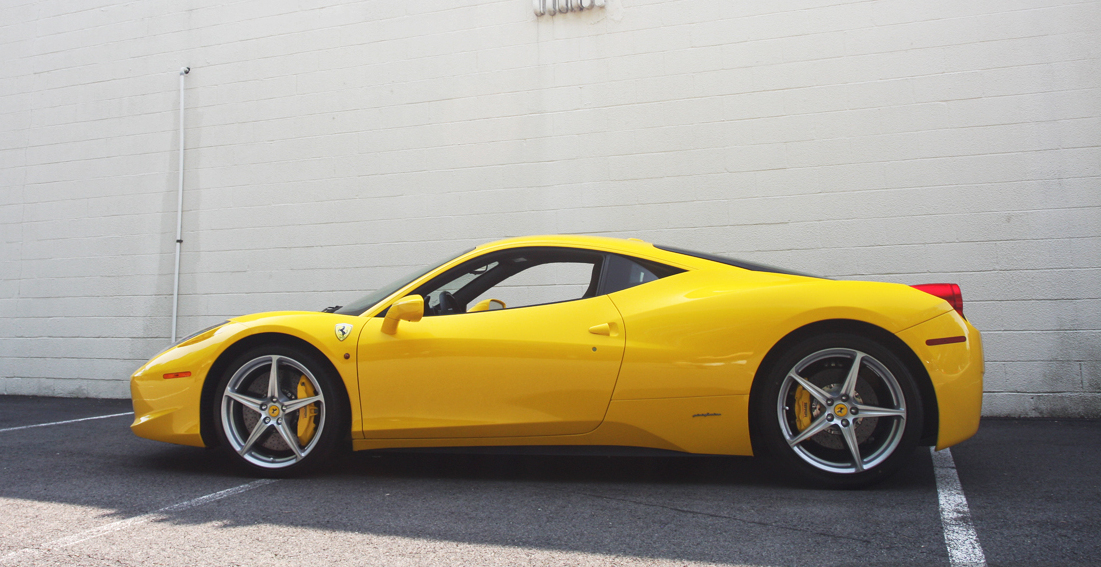
Seitenansicht
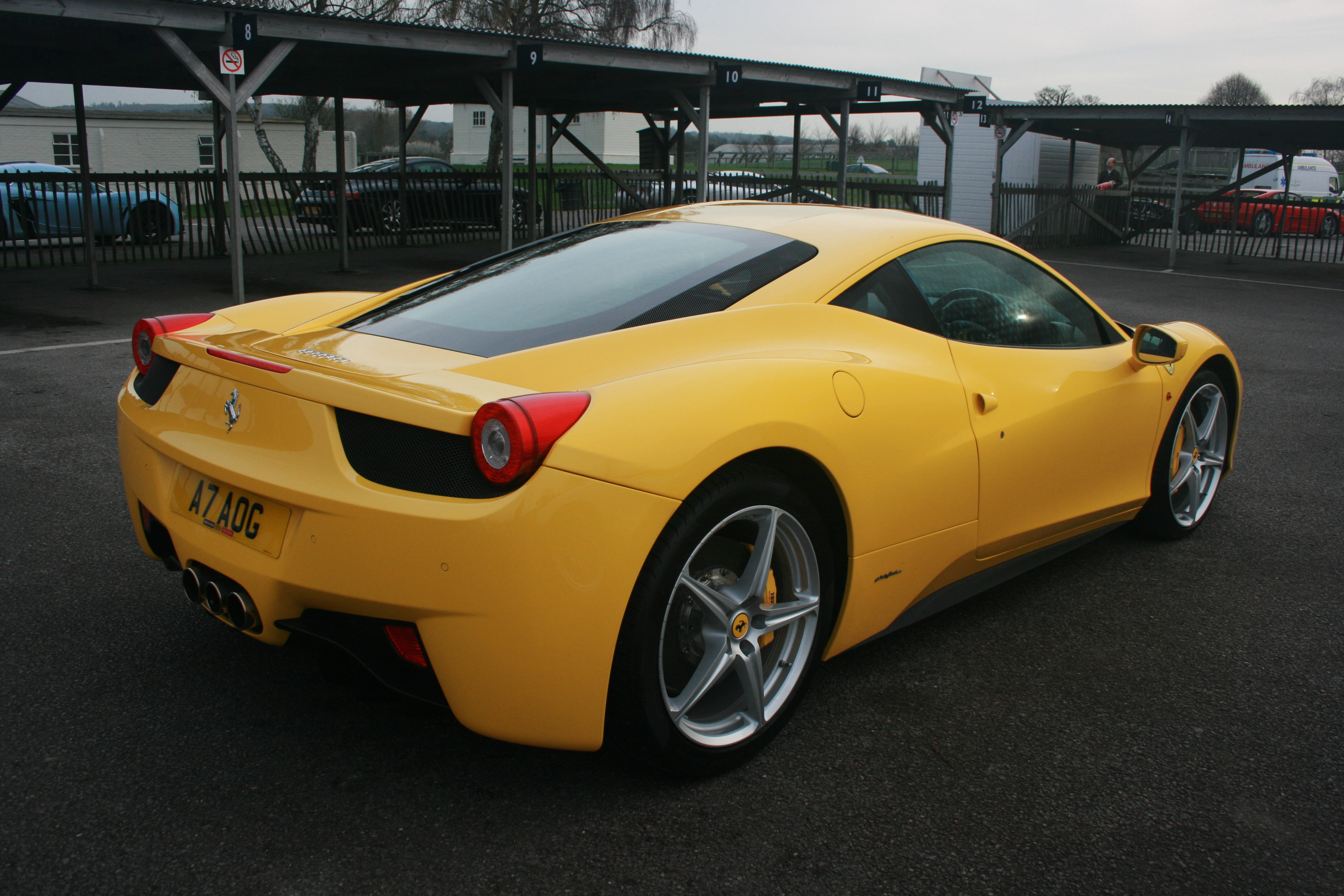
Heckansicht
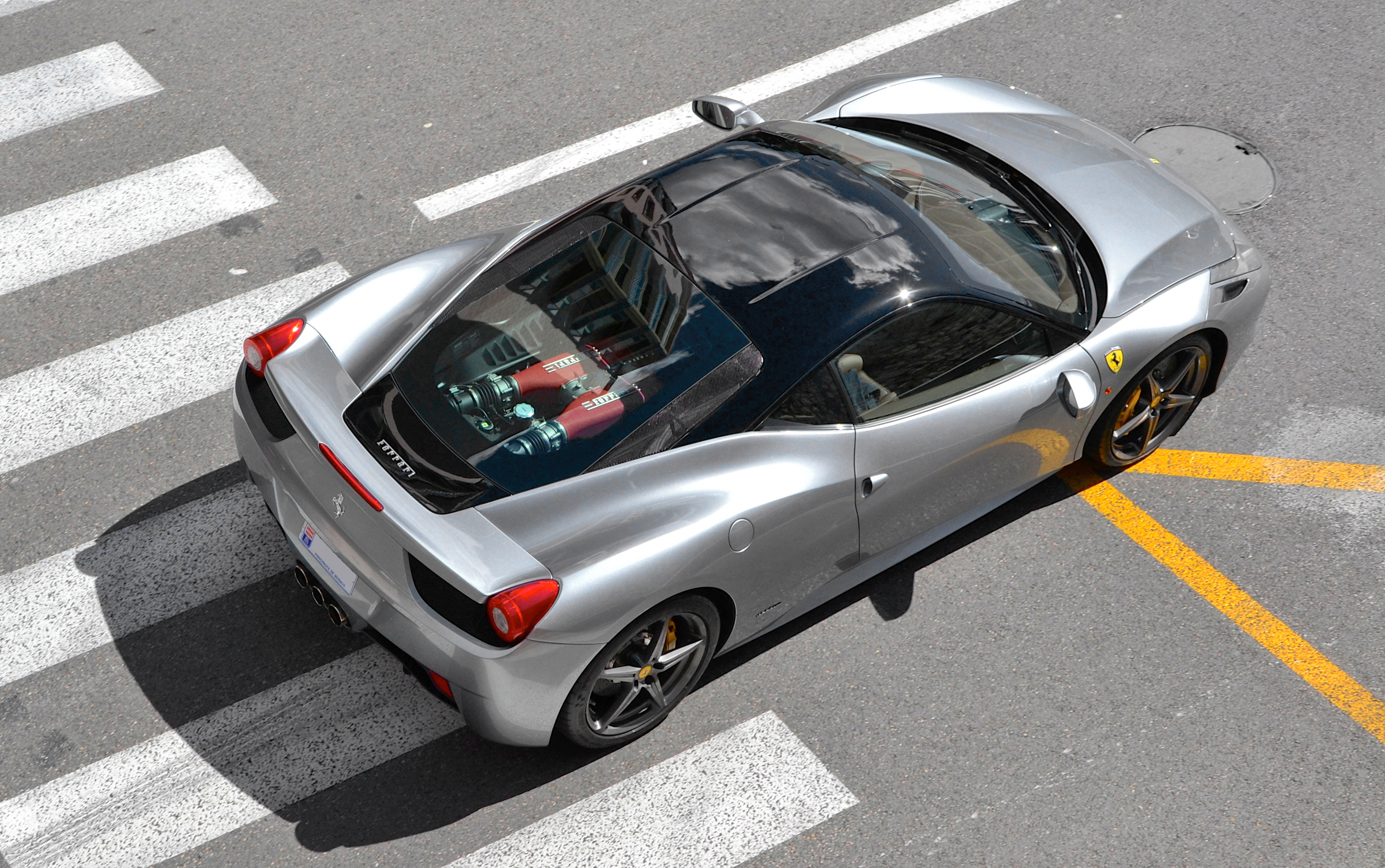
Heckansicht von oben (2011)
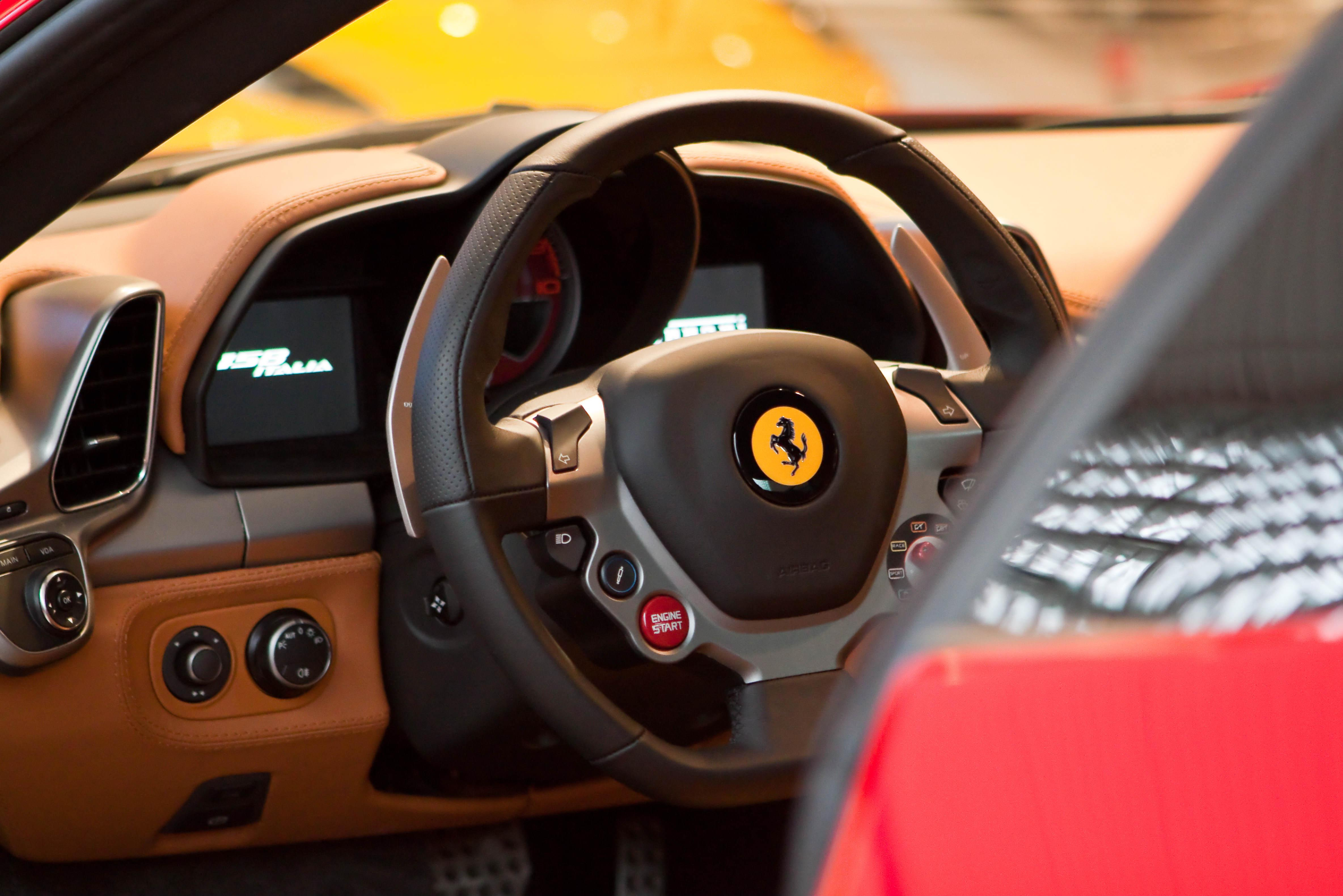
Cockpit (2009)
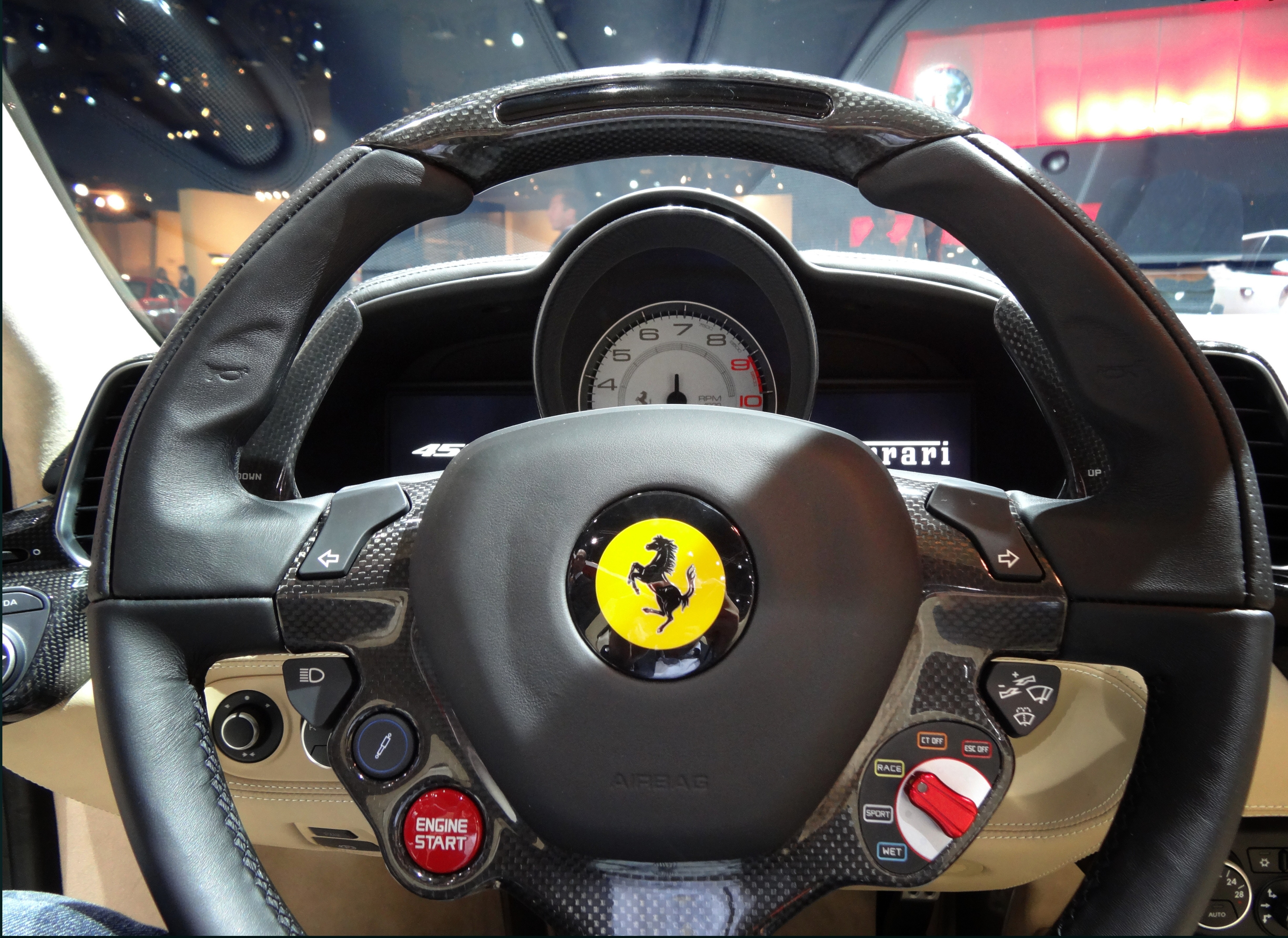
Lenkrad (2011)

## Ausstattung
Der Bruttolistenpreis zur Markteinführung betrug 197.000 Euro ohne Extras. Die Auswahl bezüglich Farben, Sitzen und Innenausstattung wurden gegenüber dem F430 noch einmal vergrößert, so waren jetzt unter anderem die Karosserie in Olivgrün sowie die Bremssättel in Goldfarbe erhältlich.

## Technische Daten

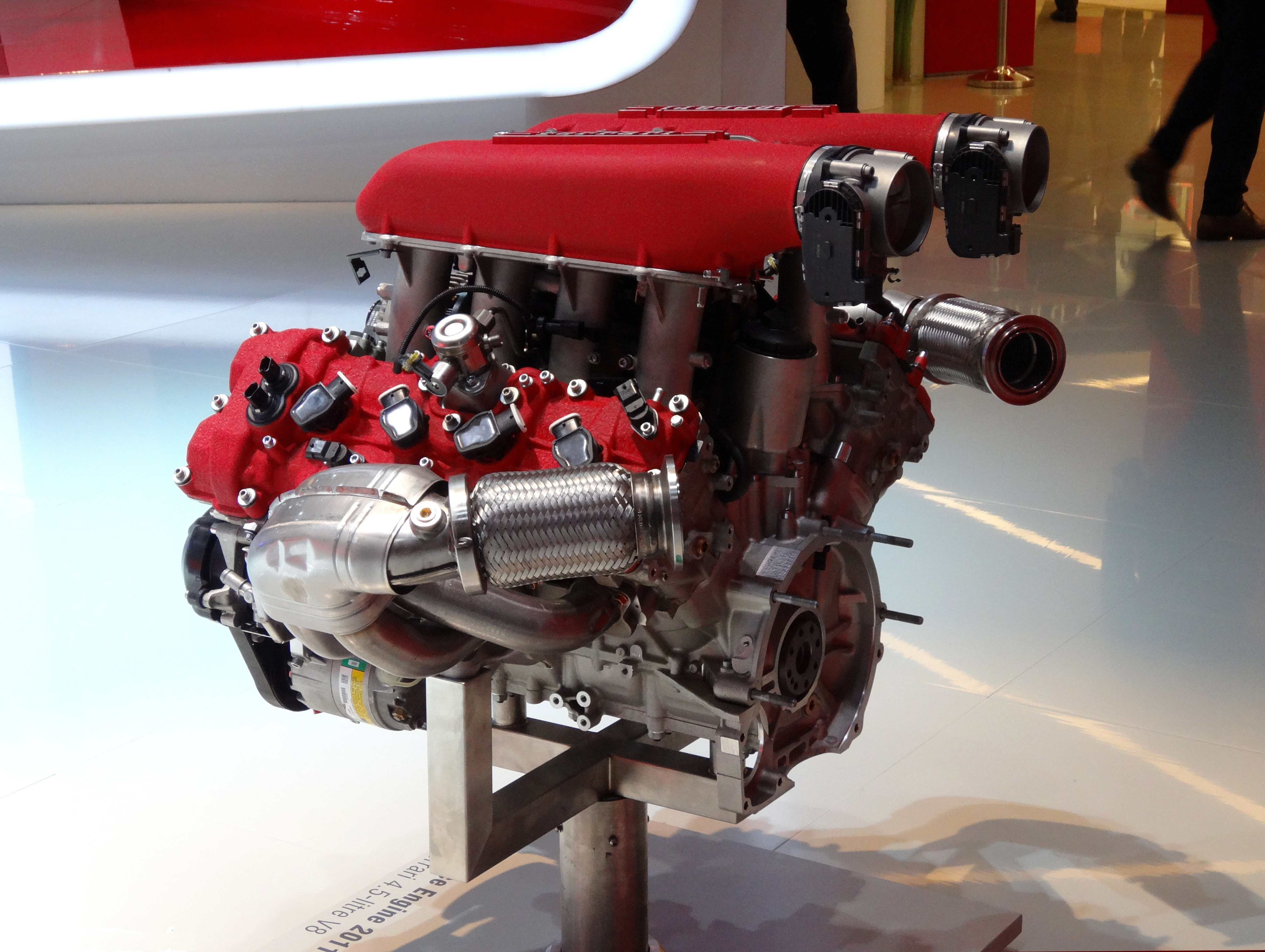
Motor des 458 Italia (2011)

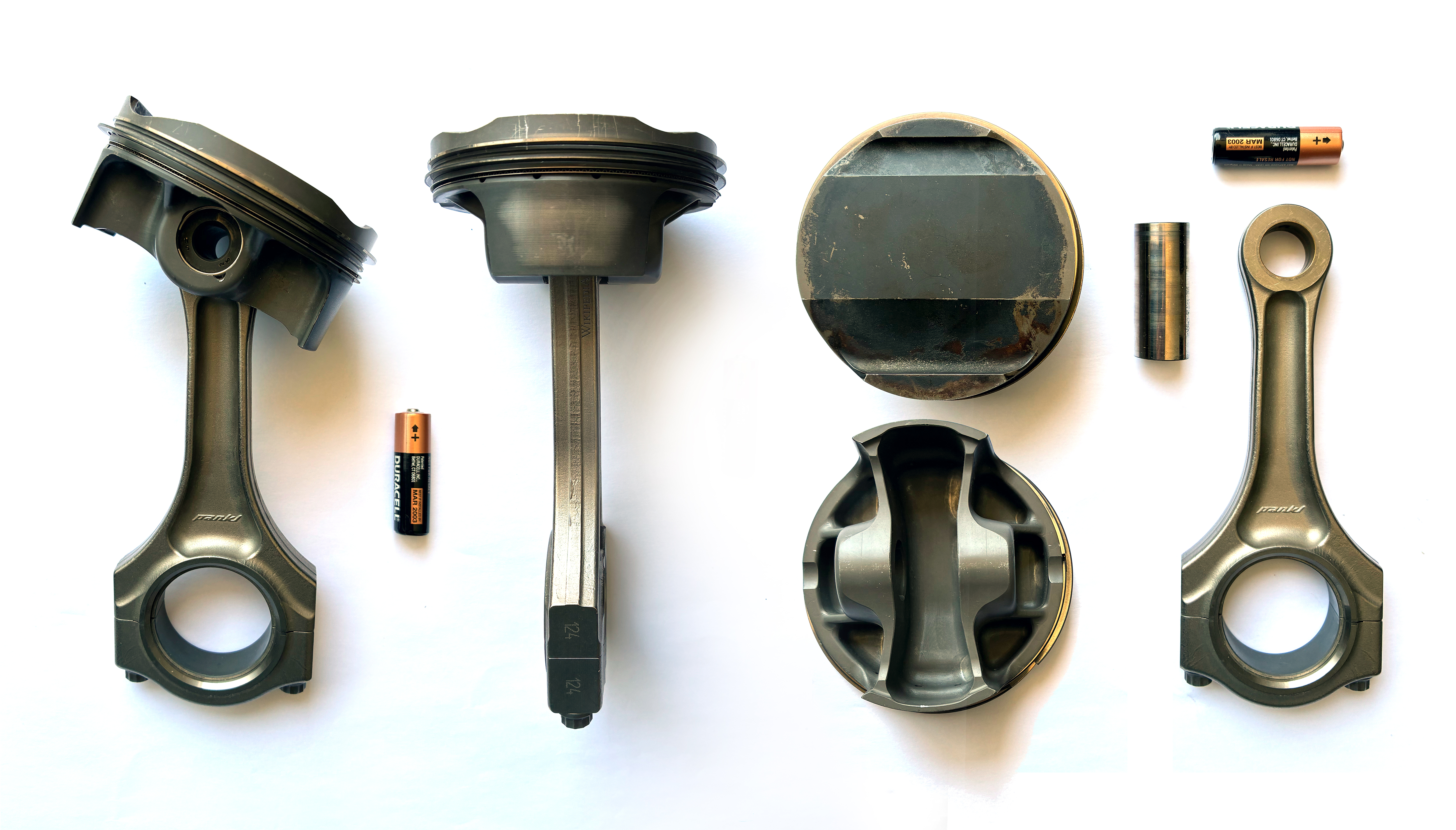
Display-Set: Kolben und Pleuel eines Ferrari 458

|                              | Ferrari 458 Italia                         | Ferrari 458 Spider                         | Ferrari 458 Speciale                       | Ferrari 458 Speciale Aperta                |
| ---------------------------- | ------------------------------------------ | ------------------------------------------ | ------------------------------------------ | ------------------------------------------ |
| Bauzeit                      | 07/2009–03/2015                            | 08/2011–12/2015                            | 08/2013–07/2016                            | 08/2014–07/2016                            |
| Motortyp                     | Achtzylinder-V-Mittelmotor 90° (Flatplane) | Achtzylinder-V-Mittelmotor 90° (Flatplane) | Achtzylinder-V-Mittelmotor 90° (Flatplane) | Achtzylinder-V-Mittelmotor 90° (Flatplane) |
| Ventile                      | 32                                         | 32                                         | 32                                         | 32                                         |
| Nockenwellen                 | 4                                          | 4                                          | 4                                          | 4                                          |
| Bohrung × Hub (mm)           | 94 × 81                                    | 94 × 81                                    | 94 × 81                                    | 94 × 81                                    |
| Hubraum (cm³)                | 4497                                       | 4497                                       | 4497                                       | 4497                                       |
| Leistung kW (PS) bei min−1   | 419 kW (570 PS) bei 9000                   | 419 kW (570 PS) bei 9000                   | 445 kW (605 PS) bei 9000                   | 445 kW (605 PS) bei 9000                   |
| Drehmoment Nm bei min−1      | 540 bei 6000                               | 540 bei 6000                               | 540 bei 6000                               | 540 bei 6000                               |
| Verdichtung                  | 12,5:1                                     | 12,5:1                                     | 14,0:1                                     | 14,0:1                                     |
| Antrieb                      | Hinterradantrieb                           | Hinterradantrieb                           | Hinterradantrieb                           | Hinterradantrieb                           |
| Getriebe                     | 7-Gang-Doppelkupplungsgetriebe             | 7-Gang-Doppelkupplungsgetriebe             | 7-Gang-Doppelkupplungsgetriebe             | 7-Gang-Doppelkupplungsgetriebe             |
| Bremsendimensionen, vorne    | 390 mm                                     | 390 mm                                     | 398 mm                                     | 398 mm                                     |
| Bremsendimensionen, hinten   | 360 mm                                     | 360 mm                                     | 360 mm                                     | 360 mm                                     |
| Bremsscheiben                | Carbon-Keramik, innenbelüftet und gelocht  | Carbon-Keramik, innenbelüftet und gelocht  | Carbon-Keramik, innenbelüftet und gelocht  | Carbon-Keramik, innenbelüftet und gelocht  |
| Felgen v/h                   | 8,5 J × 20                                 | 8,5 J × 20                                 | 9 J x 20                                   | 9 J x 20                                   |
| Felgen v/h                   | 10,5 J × 20                                | 10,5 J × 20                                | 11 J x 20                                  | 11 J x 20                                  |
| Reifen v/h                   | 235/35 ZR20                                | 235/35 ZR20                                | 245/35 ZR20                                | 245/35 ZR20                                |
| Reifen v/h                   | 295/35 ZR20                                | 295/35 ZR20                                | 305/30 ZR20                                | 305/30 ZR20                                |
| Beschleunigung, 0–100 km/h   | 3,4 s                                      | 3,4 s                                      | 3,0 s                                      | 3,2 s                                      |
| Beschleunigung, 0–200 km/h   | 10,8 s                                     | 10,8 s                                     | 9,1 s                                      | 9,5 s                                      |
| Höchstgeschwindigkeit (km/h) | 325                                        | 320                                        | 325                                        | 320                                        |
| Leistungsgewicht (kg/PS)     | 2,61                                       | 2,69                                       | 2,13                                       | 2,39                                       |
| Verbrauch (l/100 km)         | 13,3                                       | 13,3                                       | 13,3                                       | 13,3                                       |
| CO2-Ausstoß (g/km)           | 307 g/km                                   | 307 g/km                                   | 307 g/km                                   | 307 g/km                                   |
| Leergewicht (kg)             | 1380                                       | 1435                                       | 1290                                       | 1445                                       |
| Tankinhalt (Liter)           | 86                                         | 86                                         | 86                                         | 86                                         |

## Modellvarianten

### 458 Spider

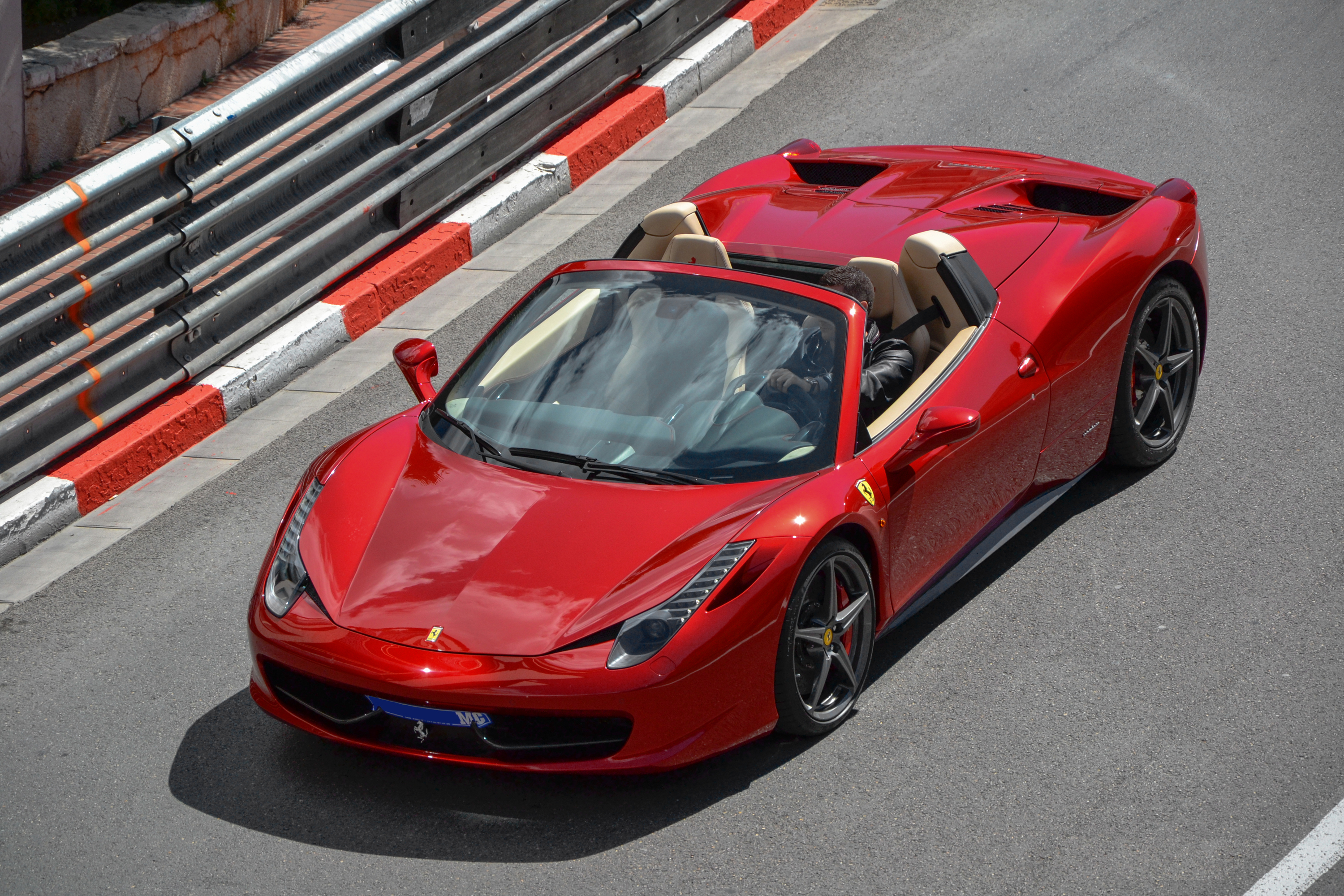
458 Spider

Im August 2011 präsentierte Ferrari die Spider-Variante des 458. Sie unterscheidet sich vom Modell 458 Italia vor allem durch ein unter der Motorhaube versenkbares Dach aus Aluminium, das in 14 Sekunden öffnet oder schließt.
Der Ferrari 458 Spider ist 50 Kilogramm schwerer als die Coupé-Variante. Der Antrieb des 458 Spider ist identisch mit dem des 458 Italia.

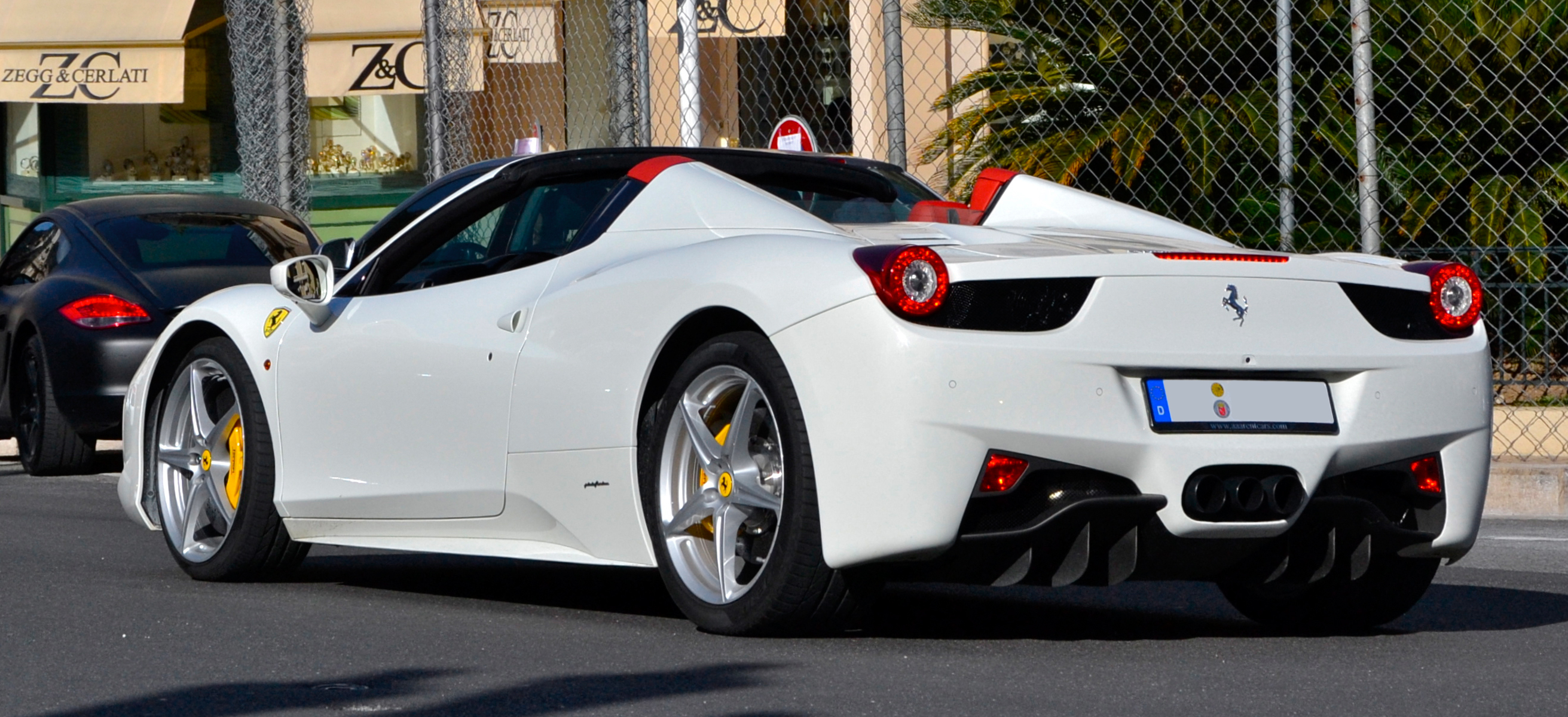
458 Spider, Heckansicht

### 458 Speciale

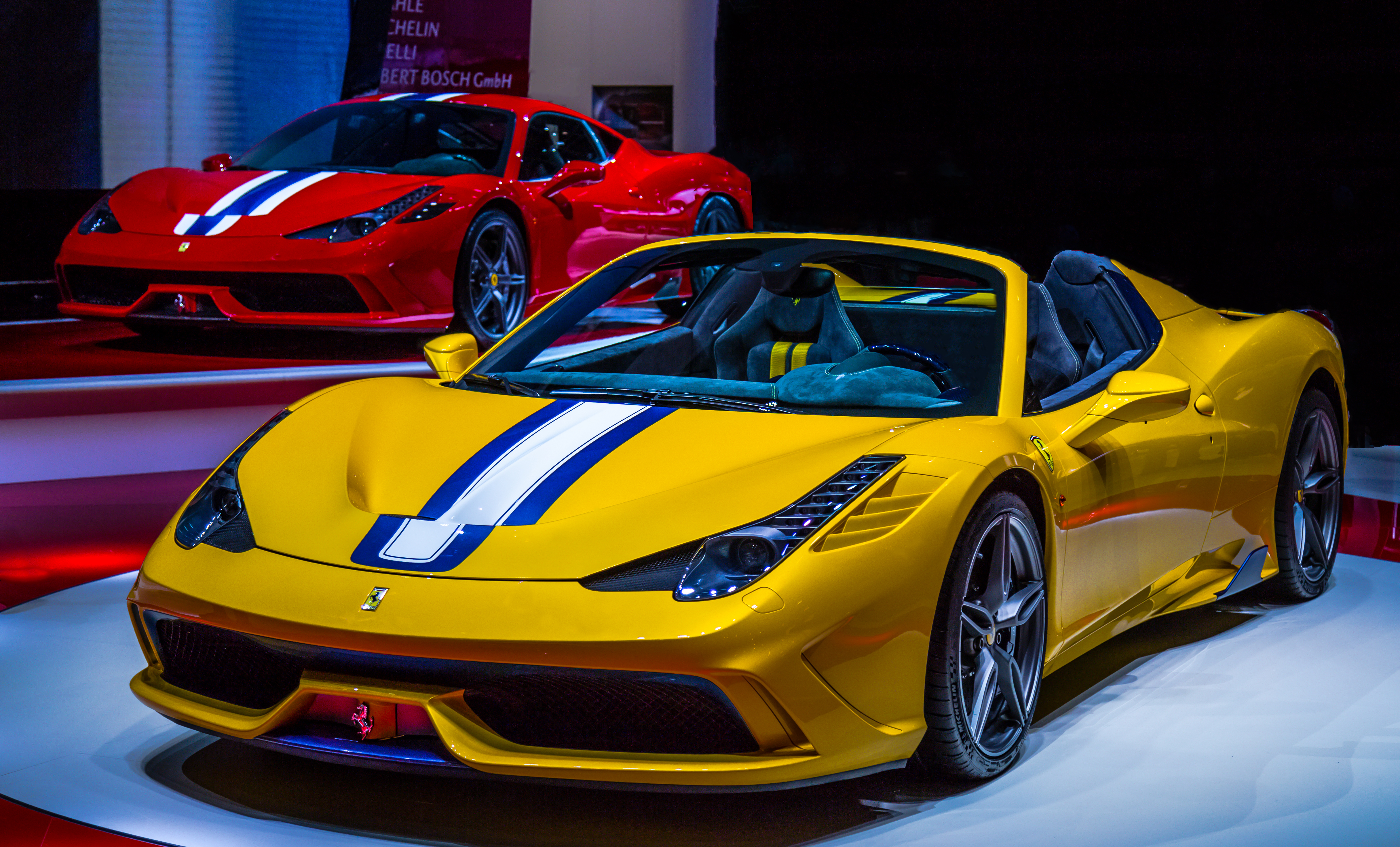
Beide Versionen des Ferrari 458 Speciale (2014)

Am 20. August 2013 hat Ferrari im Vorfeld der Internationalen Automobilausstellung in Frankfurt in einer Presseerklärung bekannt gegeben, dass man dort am 12. September den Ferrari 458 Speciale präsentieren wird.
Das Modell basiert auf dem 458 Italia, zeichnet sich jedoch durch eine betont sportliche Ausstattung aus. Äußerlich wurden die Front- und Heckschürzen verändert, an den Flanken befinden sich kleine Luftleitbleche vor den hinteren Radausschnitten. Der Innenraum hat keine Teppiche und ist zum Teil mit kohlenstofffaserverstärktem Kunststoff und Alcantara verkleidet. Während das Leergewicht auf 1290 kg reduziert werden konnte, wurde die Motorleistung bei einem unveränderten Hubraum von 4,5 l auf 445 kW (605 PS) gesteigert. Daraus ergibt sich ein Verhältnis von 99 kW/l bzw. 135 PS/l. Die Rundenzeit auf der hauseigenen Teststrecke in Fiorano soll bei 1:23.5 Minuten liegen. Als erstes Fahrzeug ist der 458 Speciale mit einer Driftwinkelsteuerung ausgestattet. Das Side Slip Angle Control System (SSC) erkennt durch Auswerten von (unter anderem) Lenk- und Driftwinkel sowie Fahrpedalstellung, ob der Fahrer am Kurvenausgang übersteuernd herausbeschleunigen möchte und regelt diesen Fahrzustand trotz aktivierter Fahrdynamikregelung ein.
Auf dem Pariser Autosalon 2014 stellte Ferrari den auf 499 Stück limitierten 458 Speciale Aperta vor. Dieser ist die Cabrio-Version des 458 Speciale, dessen Technik vollständig übernommen wurde.

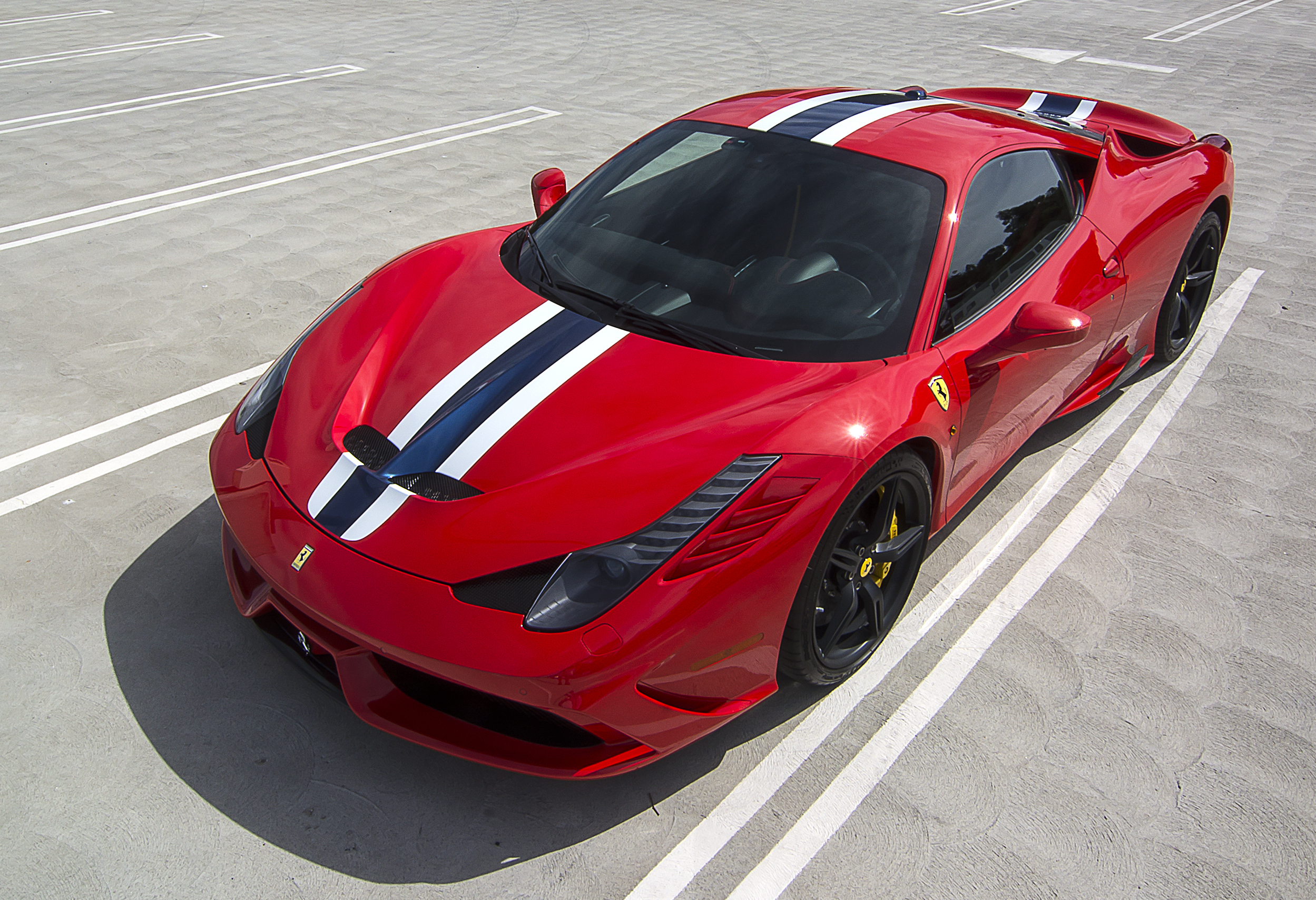
458 Speciale mit zusätzlichen Lufteinlässen in der vorderen Haube
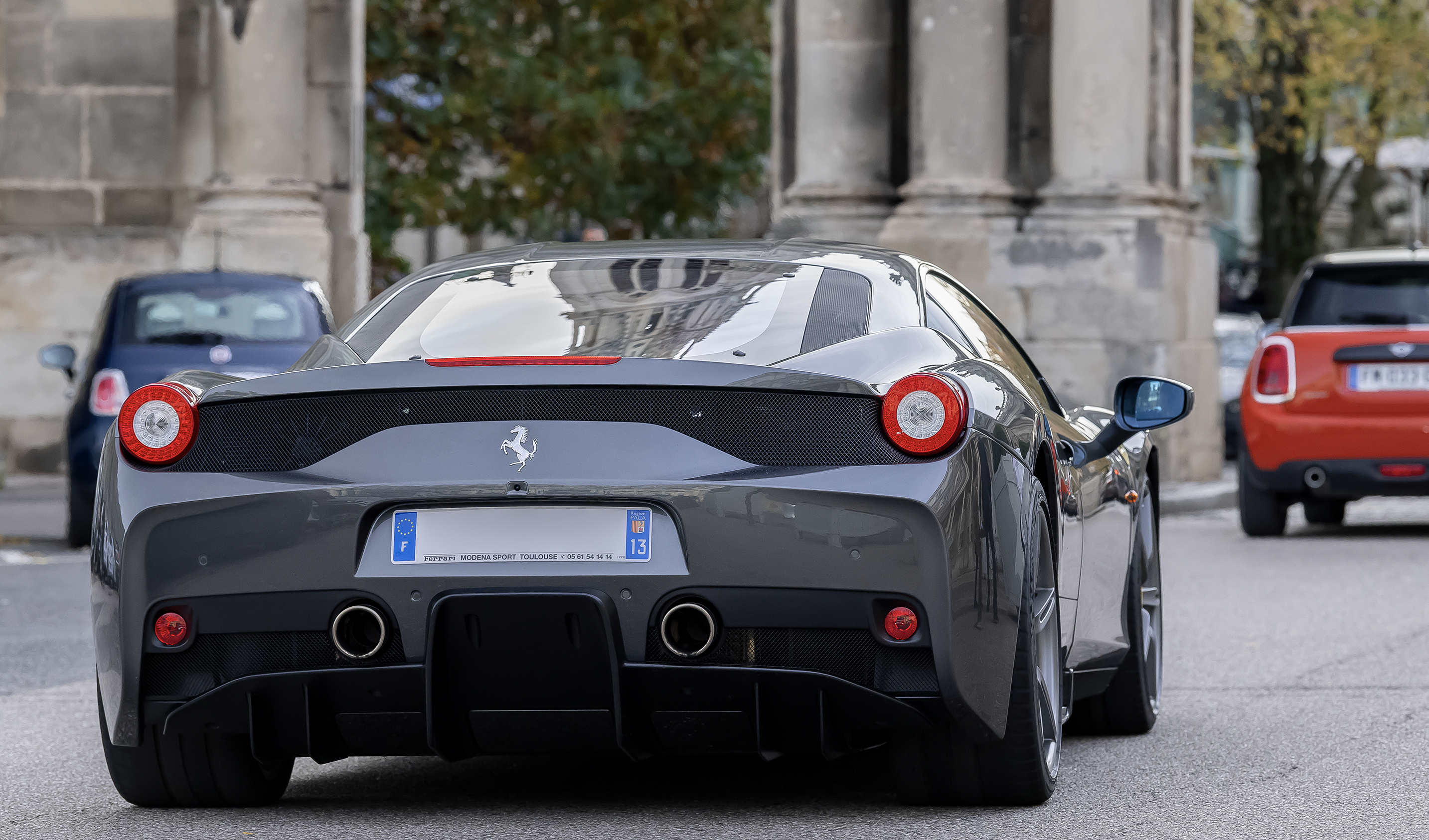
458 Speciale, Heckansicht

### Sondermodelle

#### 458 Italia China Special Edition
Die China Special Edition auf Basis der Coupé-Version des Ferrari 458 ist ein Sondermodell anlässlich des 20-jährigen Bestehens von Ferrari in China. Da 2012 das Jahr des Drachen in China war, erhielten alle 20 Exemplare der China Special Edition ein aufwändiges Design bestehend aus der Sonderlackierung Marco Polo Red und schwarz-goldenen Verzierungen.

#### Ferrari Sergio

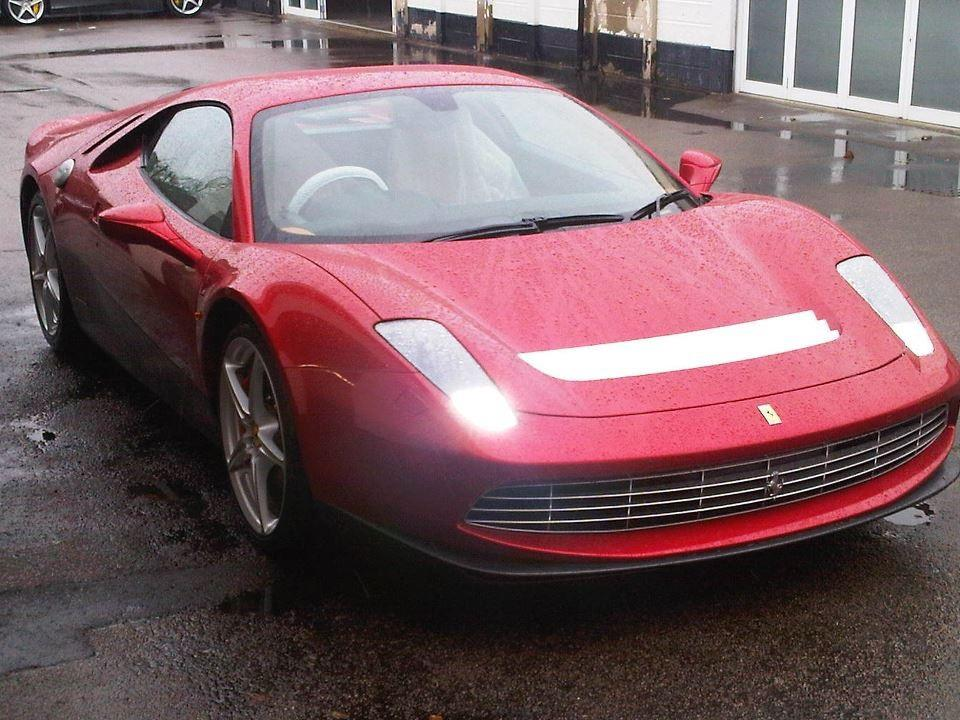
Ferrari SP12 EC

Der Ferrari Sergio basierte auf dem 458 Spider und verwendete dessen technische Ausstattung. Das auf nur sechs Exemplare limitierte Sondermodell verwendete die damals neueste Version des V8-Saugmotors mit einem Hubraum von 4.497 cm³, der damit wie der 458 Speciale 445 kW (605 PS) leistete. Den Preis für den Sergio gab Ferrari nicht bekannt. Im August 2017 kam der erste produzierte Sergio auf der Luxuswebsite JamesEdition.com zum Verkauf. Gefordert wurden 4,3 Millionen Euro.

## SP12 EC
Für Eric Clapton wurde ein 458 von Ferrari mit einer Sonderkarosserie ausgestattet. Das Design wurde vom Ferrari 512 BB inspiriert und von Pininfarina gestaltet. Es handelt sich um ein Einzelstück.

## Technische Probleme
Laut einem Bericht von Spiegel Online wurden im September 2010 sämtliche 1248 Fahrzeuge dieser Baureihe zurückgerufen. Nachdem mehrere Wagen in Flammen aufgegangen waren, wurde durch Untersuchungen festgestellt, dass sich ein verwendeter Klebstoff unter großer Hitze entzünden kann. In mindestens vier Fällen seit Juli 2010 seien Wagen aus diesem Grund vollständig ausgebrannt.

## Zulassungszahlen in Deutschland
Zwischen 2009 und 2019 sind in der Bundesrepublik Deutschland insgesamt 2.018 Ferrari 458 neu zugelassen worden. 2012 wurden nach Angaben des Kraftfahrt-Bundesamtes insgesamt 458 Ferrari 458 in Deutschland neu zugelassen, davon 252 Fahrzeuge durch gewerbliche Halter. 2012 war auch das erfolgreichste Verkaufsjahr.
|  |

|  |

|  |

|  |

|  |

|  |

|  |

|  |

|  |

|  |

|  |

|  |

|  |

|  |

|  |

|  |

|  |

|  |

|  |

|  |

|  |

|  |

|  |

|  |

|  |

|  |

|  |

|  |

|  |

|  |

|  |

|  |

|  |

|  |

|  |

|  |

|  |

|  |

|  |

|  |

|  |

|  |

|  |

|  |

|  |

|  |

|  |

|  |

|  |

|  |

|  |

|  |

|  |

|  |

|  |

|  |

|  |

|  |

|  |

|  |

|  |

|  |

|  |

|  |

|  |

|  |

|  |

|  |

|  |

|  |

|  |

|  |

|  |

|  |

|  |

|  |

|  |

|  |

|  |

|  |

|  |

|  |

|  |

|  |

|  |

|  |

|  |

|  |

|  |

|  |

|  |

|  |

|  |

|  |

|  |

|  |

|  |

|  |

|  |

|  |

|  |

|  |

|  |

|  |

|  |

|  |

|  |

|  |

|  |

|  |

|  |

|  |

|  |

|  |

|  |

|  |

|  |

|  |

|  |

|  |

|  |

|  |

|  |

|  |

|  |

|  |

|  |

|  |

|  |

|  |

|  |

|  |

|  |

|  |

|  |

|  |

|  |

|  |

|  |

|  |

|  |

|  |

|  |

|  |

|  |

|  |

|  |

|  |

|  |

|  |

|  |

|  |

|  |

|  |

|  |

|  |

|  |

|  |

|  |

|  |

|  |

|  |

|  |

|  |

|  |

|  |

|  |

|  |

|  |

|  |

|  |

|  |

|  |

|  |

|  |

|  |

|  | Benziner (2.018) |

|  | Benziner (2.018) |